# Misión jesuítica de Nuestra Señora de Santa Ana
La Reducción de Nuestra Señora de Santa Ana, está situada en el municipio de Santa Ana, a tan sólo 20 kilómetros de distancia de la cabeza del departamento Candelaria, en la provincia de Misiones, en Argentina. Era una de las Misiones o Reducciones fundada en el siglo XVII por los Jesuitas en América durante la colonización española de América.
La reducción jesuítica fue fundada en el año 1633. Fue abandonada cuando los jesuitas fueron expulsados de todos los dominios de la corona de España, incluyendo los de Ultramar, en el año 1767. En 1984 las ruinas brasileñas de San Miguel de las Misiones, que ya había sido declarada Patrimonio de la Humanidad por la Unesco en 1983, fue extendida para incluir las misiones de San Ignacio Miní, Nuestra Señora de Loreto, Santa María la Mayor y Santa Ana, convirtiéndose en un único sitio transfronterizo. Las ruinas han sido cubiertas por la vegetación.